# Rewind (1971-1984)
Rewind (1971-1984) je peti službeni kompilacijski album grupe The Rolling Stones. Izdan je 1984., samo tri godine nakon kompilacije Sucking in the Seventies. Po prvi puta nakon 1969. i albuma Through the Past, Darkly (Big Hits Vol. 2) američko i britansko izdanje imaju različitu listu pjesama. Album nije polučio komercijalan uspjeh poput prethodnih izdanja, dijelom i zbog ponavljanja nekih pjesama koje se već nalaze na prijašnjim kompilacijama, te je dostigao 23. mjesto britanske i 86. mjesto američke top liste albuma.

## Popis pjesama

### UK izdanje
1. "Brown Sugar" – 3:49
2. "Undercover of the Night" – 4:32
3. "Start Me Up" – 3:31
4. "Tumbling Dice" – 3:37
5. "It's Only Rock 'n' Roll (But I Like It)" – 5:07
6. "She's So Cold" – 4:11
7. "Miss You" – 4:48
8. "Beast of Burden" – 4:27
9. "Fool to Cry" – 5:06
10. "Waiting On A Friend" – 4:34
11. "Angie" – 4:31
12. "Respectable" – 3:07

### SAD izdanje
1. "Miss You" – 4:48
2. "Brown Sugar" – 3:49
3. "Undercover Of The Night" – 4:31
4. "Start Me Up" – 3:31
5. "Tumbling Dice" – 3:37
6. "Hang Fire" – 2:21
7. "It's Only Rock'n Roll (But I Like It)" – 5:07
8. "Emotional Rescue" – 5:40
9. "Beast Of Burden" – 4:27
10. "Fool to Cry" – 5:05
11. "Waiting On A Friend" – 4:34
12. "Angie" – 4:31
13. "Doo Doo Doo Doo Doo (Heartbreaker)" – 3:25

## Top ljestvice

### Album
| Godina | Ljestvica         | Pozicija |
| ------ | ----------------- | -------- |
| 1984.  | UK Top 100 Albuma | #23      |
| 1984.  | Billboard 200     | #86      |
| 1990.  | UK Top 75 Albums  | #45      |

### Singlovi
| Godina | Singl         | Ljestvica           | Pozicija |
| ------ | ------------- | ------------------- | -------- |
| 1984.  | "Brown Sugar" | UK Top 100 Singlova | #58      |

## Vanjske poveznice
- allmusic.com Rewind (1971-1984)